# Jung In-gi
Jung In-gi es un actor surcoreano.

## Carrera
Debutó en 1990, y ha permanecido activo en cine y cine independiente así como en televisión, destacadamente en Jury (2013), The Five (2013) y Gap-dong.

## Filmografía

### Series de televisión
| Año  | Título                                      | Rol                                               | Canal      | Ref.        |
| ---- | ------------------------------------------- | ------------------------------------------------- | ---------- | ----------- |
| 2007 | When Spring Comes                           | Detective Moon                                    | KBS2       |             |
| 2007 | Drama City "무공족구외전"                   | Chang-soo                                         | KBS2       |             |
| 2008 | Painter of the Wind                         | Hong Guk-yeong                                    | SBS        |             |
| 2008 | Worlds Within                               | Cinematógrafo                                     | KBS2       |             |
| 2010 | Dong Yi                                     | Kim Hwan                                          | MBC        |             |
| 2010 | Secret Garden                               | Gil Ik-seon                                       | SBS        | [ 8 ] [ 9 ] |
| 2011 | The Duo                                     | Soe-dol                                           | MBC        | [ 10 ]      |
| 2011 | Flower Boy Ramen Shop                       | Yang Chul-dong                                    | tvN        |             |
| 2012 | Late Blossom                                | Kim In-sub                                        | SBS Plus   |             |
| 2012 | The King of Dramas                          | Gu Young-mok                                      | SBS        | [ 11 ]      |
| 2012 | Cheongdam-dong Alice                        | Han Deuk-ki                                       | SBS        | [ 12 ]      |
| 2013 | 7th Grade Civil Servant                     | Kim Sung-joon                                     | MBC        |             |
| 2013 | Shark                                       | Han Young-man                                     | KBS2       | [ 13 ]      |
| 2013 | Adolescence Medley                          | padre de Choi Jung-woo                            | KBS2       |             |
| 2013 | Two Weeks                                   | Yang Taek-nam                                     | MBC        |             |
| 2013 | Drama Special "Yeon-woo's Summer"           | Lee Moo-woong                                     | KBS2       |             |
| 2014 | Gap-dong                                    | Cha Do-hyeok                                      | tvN        |             |
| 2014 | Doctor Stranger                             | Kim Tae-sool                                      | SBS        |             |
| 2014 | Drama Special "The Girl Who Became a Photo" | Park Chul-ho                                      | KBS2       |             |
| 2014 | Pinocchio                                   | Ki Ho-sang                                        | SBS        | [ 14 ]      |
| 2015 | A Girl Who Sees Smells                      | Oh Jae-pyo                                        | SBS        |             |
| 2015 | Who Are You: School 2015                    | Park Joon-hyung                                   | KBS2       |             |
| 2015 | Remember                                    | padre de In-ah                                    | SBS        |             |
| 2016 | 38 Revenue Collection Unit                  | Sa Jae-sung                                       | OCN        |             |
| 2016 | Weightlifting Fairy Kim Bok-Joo             | padre de Jung Joon-hyung                          | MBC        |             |
| 2017 | Queen of Mystery                            | Jang Woo-sup                                      | KBS2       |             |
| 2017 | Manhole                                     |                                                   | KBS2       |             |
| 2017 | Hospital Ship                               | Kwak-sung                                         | MBC        |             |
| 2017 | Drama Special "If We Were a Season"         | Yoon Gi-hyeon                                     | KBS2       |             |
| 2018 | Bad Papa                                    | Cha Seung-ho                                      | MBC        |             |
| 2018 | Come and Hug Me                             |                                                   | MBC        |             |
| 2019 | The Fiery Priest                            | Nam Suk-goo                                       | SBS        |             |
| 2019 | Welcome to Waikiki 2                        | Padre de Soo-yeon                                 | JTBC       | [ 15 ]      |
| 2019 | Doctor John                                 | Oh Jung-nam                                       | SBS        |             |
| 2020 | Good Casting                                | Seo Kook-hwan                                     | SBS        |             |
| 2020 | Please Don't Go See Him                     | Padre de Seo Ji-sung                              | MBC Every1 |             |
| 2021 | Under Cover                                 | Kim Myung-jae                                     | JTBC       |             |
| 2021 | One the Woman                               | Kang Myung-guk                                    | SBS        |             |
| 2022 | Military Prosecutor Doberman                | Heo Gang-in                                       | tvN        |             |
| 2024 | Nothing Uncovered                           | Kang In-han                                       | KBS2       | [ 16 ]      |
| 2024 | The Auditors                                | exjefe del equipo de auditoría de JU Construction | tvN        |             |

### Películas
| Año  | Título                                    | Rol                                          | Notas                   |
| ---- | ----------------------------------------- | -------------------------------------------- | ----------------------- |
| 1994 | The Fox with Nine Tails                   |                                              |                         |
| 1995 | A Single Spark                            |                                              |                         |
| 1997 | Downfall                                  |                                              |                         |
| 1999 | The Uprising                              | Kang Hee-yong                                |                         |
| 2001 | Killing Pig                               | Ma-eul                                       | short film              |
| 2001 | Young-ja                                  | Dae-choon                                    | short film              |
| 2002 | Lovers' Concerto                          | Taxista                                      |                         |
| 2002 | Addicted                                  |                                              |                         |
| 2003 | His Truth Is Marching On                  | Pastor/Detective Jung                        | short film              |
| 2003 | Oh! Happy Day                             | jefe de sección Park                         |                         |
| 2003 | Singles                                   | Chef                                         |                         |
| 2003 | Detective Office - Please, Find Myself    |                                              | Cortometraje            |
| 2003 | Lost & Found                              |                                              | cortometraje            |
| 2003 | Another Paradise                          | Cha Bong-deok                                | cortometraje            |
| 2004 | Sara Jeanne'                              | Bartender                                    | cortometraje            |
| 2004 | Mokpo, Gangster's Paradise                | director del gimnasio                        |                         |
| 2004 | Samaritan Girl                            | Gi-soo                                       |                         |
| 2004 | Hypnotized                                | líder de equipo                              |                         |
| 2004 | The Scarlet Letter                        | Detective Ahn                                |                         |
| 2004 | Twentidentity                             |                                              | segmento: "Race"        |
| 2004 | A Grand Day Out                           |                                              | cortometraje            |
| 2005 | The President's Last Bang                 |                                              |                         |
| 2005 | Crying Fist                               | Doctor                                       |                         |
| 2005 | The Twins                                 | fotógrafo                                    |                         |
| 2005 | Innocent Steps                            | Mánager                                      |                         |
| 2005 | Monkey in the Pool                        | Gu Won-chul/Chugeumjabu                      | cortometraje            |
| 2005 | Reading or Feeding                        |                                              |                         |
| 2005 | About a Bad Boy                           |                                              | cortometraje            |
| 2005 | Love Is a Crazy Thing                     | jefe de sección Jung                         |                         |
| 2006 | Forbidden Quest                           |                                              |                         |
| 2006 | Shin Sung-il Is Lost                      | hombre en la pizzería                        |                         |
| 2006 | For Horowitz                              | hermano mayor de Ji-soo                      |                         |
| 2006 | Don't Look Back                           | hombre teniendo una aventura                 |                         |
| 2006 | The Host                                  | Doctor en el hospital                        |                         |
| 2006 | Illegal Parking                           |                                              | cortometraje            |
| 2006 | Maundy Thursday                           | Jung Min-seok                                |                         |
| 2006 | Tazza: The High Rollers                   | guardia de seguridad                         |                         |
| 2006 | Traces of Love                            | fiscal                                       |                         |
| 2006 | Solace                                    | amigo de Shim In-ku                          |                         |
| 2006 | The Blue Monday                           |                                              | cortometraje            |
| 2007 | Herb                                      | vendedor en la estación de trenes            |                         |
| 2007 | The Perfect Couple                        | jefe de redacción                            |                         |
| 2007 | The Show Must Go On                       | Policía                                      |                         |
| 2007 | The Railroad                              | cameo                                        |                         |
| 2007 | Black House                               | Detective Oh                                 |                         |
| 2007 | May 18                                    | Jin-chul                                     |                         |
| 2007 | Attack on the Pin-Up Boys                 | entrenador del equipo de judo                |                         |
| 2007 | Someone Behind You                        | Detective Jo                                 |                         |
| 2007 | The Worst Guy Ever                        | escritor                                     |                         |
| 2007 | Bravo My Life                             |                                              |                         |
| 2007 | Sunshower                                 |                                              | cortometraje            |
| 2007 | M                                         | Doctor                                       |                         |
| 2007 | Our Town                                  |                                              |                         |
| 2008 | Hellcats                                  | propietario de la cafetería                  |                         |
| 2008 | The Chaser                                | Detective Lee Gil-woo                        | [ 18 ]                  |
| 2008 | Vacant Room                               | Dad                                          | short film              |
| 2008 | Lioness(es)                               | Sung-chil                                    | short film              |
| 2008 | Natasha                                   | exesposo de Hyun-jung                        | short film              |
| 2008 | Super Salon Twilight Zone                 |                                              | short film              |
| 2008 | My New Partner                            | líder de equipo                              |                         |
| 2008 | Crossing                                  | Sang-cheol                                   |                         |
| 2008 | Eye for an Eye                            | Hwang Min-cheol                              |                         |
| 2008 | The Divine Weapon                         | Sa-chan                                      |                         |
| 2008 | A Light Sleep                             | padre de Yeol-rin                            |                         |
| 2009 | Breathless                                |                                              |                         |
| 2009 | One Step More to the Sea                  | esposo de Jung-ah                            |                         |
| 2009 | The Guy Who Wanna Survive                 |                                              | short film              |
| 2009 | Deaf Fish and Moon                        |                                              | short film              |
| 2009 | Boat                                      |                                              |                         |
| 2009 | The Pit and the Pendulum                  | Taxista                                      |                         |
| 2009 | Yoga                                      | Kang Hee-joong                               |                         |
| 2009 | LaLa Sunshine                             | Im Seon-jong                                 | [ 20 ]                  |
| 2009 | Searching for the Elephant                | Detective                                    |                         |
| 2009 | White Night                               | Kang Jae-doo                                 |                         |
| 2009 | Secret                                    | líder Kang                                   |                         |
| 2009 | Jeon Woo-chi: The Taoist Wizard           | Director                                     |                         |
| 2010 | Secret Reunion                            | Kim Seong-hak                                |                         |
| 2010 | Secret Love                               | padre Choi                                   |                         |
| 2010 | House Family                              |                                              | short film              |
| 2010 | My Dear Desperado                         |                                              | short film              |
| 2010 | The Decisive Moment                       |                                              | short film              |
| 2010 | Helping Hand                              |                                              | short film              |
| 2010 | No Doubt                                  | Detective Baek Yong-kwon                     |                         |
| 2010 | Passerby #3                               | Pasajero 1                                   |                         |
| 2010 | Broken Night                              | Kyung-pyo                                    | short film              |
| 2011 | Detective K: Secret of the Virtuous Widow | Magistrado                                   |                         |
| 2011 | Midnight Express                          |                                              | short film              |
| 2011 | The Front Line                            | Lee Sang-eok                                 |                         |
| 2011 | Link                                      | director del servicio nacional de forences   |                         |
| 2011 | Sector 7                                  | padre de Cha Hae-joon                        |                         |
| 2011 | The Recorder Exam                         | padre                                        | short film              |
| 2011 | Ordinary Days                             | padre de Hyo-ri                              | segmento: "AMONG"       |
| 2011 | The King of Pigs                          | Publicista (voz)                             |                         |
| 2011 | Sunday Punch                              | Governador Park                              |                         |
| 2012 | Wonderful Radio                           | padre de Shin Jin-ah                         |                         |
| 2012 | Howling                                   | médico forense                               |                         |
| 2012 | Over My Dead Body                         | Han Jin-soo                                  |                         |
| 2012 | Two Weddings and a Funeral                | Taxista (cameo)                              |                         |
| 2012 | Deranged                                  | director de ventas                           |                         |
| 2012 | The Neighbor                              | Kim Hong-jung                                |                         |
| 2012 | Modern Family                             | Sang-woo                                     | segmento: "Circle Line" |
| 2012 | The Tower                                 | jefe de sección de seguridad Cha             |                         |
| 2013 | Jury                                      | Director Jung                                | short film              |
| 2013 | Mr. Go                                    | Gong In-gu                                   |                         |
| 2013 | Dinner                                    | Sung-min                                     | short film              |
| 2013 | The Spy: Undercover Operation             | CEO Yeom                                     |                         |
| 2013 | If You Were Me 6                          | presidente de la compañía                    | segmento: "Ice River"   |
| 2013 | Steel Cold Winter                         | padre de Hae-won                             |                         |
| 2013 | The Five                                  | Cheol-min                                    | [ 23 ]                  |
| 2013 | Homo Coreanicus                           |                                              | short film              |
| 2014 | Miss Granny                               | doctor amigo de Ban Hyun-chul                |                         |
| 2014 | The Legacy                                | Han Jae-woong                                |                         |
| 2014 | Haemoo                                    | Oh-nam                                       |                         |
| 2014 | Night Flight                              | padre de Gi-woong                            |                         |
| 2015 | The Treacherous                           | líder de Sungkyunkwan                        |                         |
| 2015 | The Long Way Home                         | Sargento Kim                                 |                         |
| 2015 | Light My Fire                             |                                              | short film              |
| 2015 | Collective Invention                      | Dong-sik                                     |                         |
| 2016 | Spirits' Homecoming                       | padre de Jung-min                            |                         |
| 2016 | Will You Be There?                        | Yoon                                         | participación especial  |
| 2016 | Pandora                                   |                                              |                         |
| 2017 | The Outlaws                               | jefe de Policía                              | participación especial  |
| 2017 | The King                                  | High rank prosecutor                         |                         |
| 2017 | Biting Fly                                | Kang Man-sik                                 |                         |
| 2017 | The Star Next Door                        | Representante Yoo                            | participación especial  |
| 2017 | 1987: When the Day Comes                  | Kim Seung-hoon                               | participación especial  |
| 2018 | Herstory                                  | Choi                                         |                         |
| 2018 | House of Hummingbird                      | padre de Eun-hee                             |                         |
| 2019 | Black Money                               | sacerdote                                    | participación especial  |
| 2020 | Pawn                                      | intérprete Noh                               | [ 24 ]                  |
| 2022 | The Roundup                               | jefe de la comisaría de policía de Geumcheon | participación especial  |